# أحمد بن عادل
أحمد بن عادل كان دبلوماسيً مغربيًا، حيث أرسله السلطان المغربي أحمد المنصور الذهبي إلى إنجلترا عام 1595 لوضعِ أسس التحالف الإنجليزي المغربي ضد إسبانيا. أُضفي الطابع الرسمي على التحالف بحلول عام 1600 وذلك بمساعدةٍ من السفير المغربي عبد الواحد بن مسعود، والرايس مرزوق أحمد بن قاسم، وأحمد بن عادل نفسه. عقب الدور الفعّال الذي قام به أحمد في تعزيزِ التحالف المغربي الإنجليزي في تلك الفترة، عيّنه السلطان أحمد المنصور سفيرًا للمغرب في إنجلترا. قاد بن عادل عام 1595 بعثة دبلوماسية إلى إنجلترا، برفقةِ قائدين اثنين ووفدٍ مكوّنٍ من 25 إلى 30 فردًا، ويُقال إنّ بن عادل قد أثّر بطريقةٍ ما في عملٍ واحدٍ على الأقل من أعمال الكاتب المسرحي والشاعر الإنجليزي وليم شكسبير، حيث تفترضُ جيتانجالي شاهاني الباحثة وأستاذة اللغة الإنجليزية بجامعة ولاية سان فرانسيسكو أنّ شخصية أمير المغرب (بالإنجليزية: the Prince of Morocco)‏ في مسرحية شكسبير تاجر البندقية مستوحاة من القائد المغربي أحمد بن عادل.

## قراءة معمّقة
- «المبعوثون في الأدب والثقافة الحديثة المبكرة: الوساطة، النقل، حركة المرور، 1550-1700» (بالإنجليزية: Emissaries in Early Modern Literature and Culture: Mediation, Transmission, Traffic, 1550–1700)‏ للباحثة شاهاني جيتانجالي (2016).